# Poecilotheria hanumavilasumica
Poecilotheria hanumavilasumica is een spinnensoort in de taxonomische indeling van de vogelspinnen (Theraphosidae).
Het dier behoort tot het geslacht Poecilotheria. De wetenschappelijke naam van de soort werd voor het eerst geldig gepubliceerd in 2004 door Smith.
Het dier komt voor in Tamil Nadu (India) in 13 van elkaar losstaande kleine gebiedjes. De populatietrend is dalend. De soort staat op de Rode Lijst van de IUCN als kritiek.